# Tage Åström
Hans Tage Åström, född 3 juli 1961 i Järfälla församling, är en svensk författare, manusförfattare samt före detta kriminalkommissarie vid polismyndigheten i Stockholm. Från hösten 2015 är han programledare för Efterlyst i TV8.
Han är även licensierad radioamatör med anropssignalen SM0OVL.